# QBTEC
QBTEC is een Nederlandse producent van roestvaststalen frituur- en visbakovens voor professioneel gebruik. De fabriek is gevestigd in Woerden aan de Middellandse Zee op bedrijventerrein Polanen.
Het bedrijf telt 160 medewerkers en is daarmee een van de grootste productiebedrijven in de gemeente Woerden.
Het bedrijf en de naam bestaan sinds 1 oktober 2008 en is ontstaan uit een fusie tussen Kiremko Duurland B.V. en Perfecta Nederland B.V., welke beide gespecialiseerd zijn in het produceren van professionele frituurinstallaties. Deze bedrijven waren voormalige concurrenten van elkaar.

## Geschiedenis
De naam QBTEC is afgeleid uit de initialen: Quirinus Bakker. Hij was oorspronkelijk een carrosseriebouwer die rond 1944 een soortgelijk bedrijf overnam in Kamerik. Omdat er een toenemende vraag naar frituurovens werd geconstateerd ging Quirinus, samen met zijn broer Jan, zich toeleggen op de productie van deze ovens. In 1953 werd de eerste frituuroven van Nederlandse makelij geproduceerd. Dit bleek een succes en Quirinus ging zich geheel op de productie van deze ovens toeleggen onder de merknaam Perfecta. Het product werd op de markt gebracht door handelsonderneming Kiréma (afgeleid van het dorp Kamerik, waar het bedrijf gevestigd was).
In de jaren 60 van de 20e eeuw nam ook de vraag naar industriële producten voor de voedselverwerkende industrie toe. Kiréma haakte hierop in en begon zelf voedselverwerkende productielijnen te ontwikkelen en te produceren. Dit gebeurde via dochteronderneming Kiremko Food Processing Equipment (Kiremko staat voor "Kiréma Konstructies"). Dit bedrijf levert machines met name voor de aardappelverwerkende industrie.
Nadat begin jaren 80 de verbintenis tussen Kiréma en Perfecta werd verbroken begon Kiremko Food Processing Equipment naast haar industriële lijn ook met het produceren van frituurinstallaties voor de horeca. Het merk Kiremko Horeca was geboren en sindsdien waren Perfecta en Kiremko concurrenten.
In 1987 werd het Kiremko Horeca door de broers Gijs en Marcel Okkerman overgenomen en verder uitgebreid. In 1994 werd tevens Duurland-Smitto Apparatenfabriek overgenomen, dat gespecialiseerd is in het produceren van compacte en lichte visbakovens.
In juni 2007 zijn, na de jarenlange scheiding, Kiremko en Perfecta uiteindelijk weer gefuseerd en sinds oktober 2008 ging het bedrijf onder de naam QBTEC verder. Drie merken (inclusief Smitto) worden nu geproduceerd in één fabriek.

## Afzetmarkt
QBTEC produceert ongeveer 1200 eenheden per jaar en levert hoofdzakelijk in de volgende West-Europese landen: België, Duitsland, Frankrijk, Groot-Brittannië, Ierland, Nederland en Spanje.